# Arichanna maculata
Arichanna maculata är en fjärilsart som beskrevs av Moore 1867. Arichanna maculata ingår i släktet Arichanna och familjen mätare. Inga underarter finns listade i Catalogue of Life.